# Обратимый узел
В теории узлов обратимый узел — это узел, который может быть непрерывной деформацией переведён в себя, но с обратной ориентацией. Необратимый узел — это любой узел, который не имеет такого свойства. Обратимость узла является инвариантом узла. Обратимое зацепление — это зацепление с таким же свойством.
Существует только пять типов симметрии узлов, определяемые хиральностью и обратимостью — полностью хиральный, двухсторонний, положительно ахиральный необратимый, отрицательно ахиральный необратимый и полностью ахиральный обратимый.

## История вопроса
| Число пересечений | 3 | 4 | 5 | 6 | 7 | 8  | 9  | 10  | 11  | 12   | 13   | 14    | 15     | 16      | OEIS последовательность           |
| ----------------- | - | - | - | - | - | -- | -- | --- | --- | ---- | ---- | ----- | ------ | ------- | --------------------------------- |
| Необратимые узлы  | 0 | 0 | 0 | 0 | 0 | 1  | 2  | 33  | 187 | 1144 | 6919 | 38118 | 226581 | 1309875 | последовательность A052402 в OEIS |
| Обратимые узлы    | 1 | 1 | 2 | 3 | 7 | 20 | 47 | 132 | 365 | 1032 | 3069 | 8854  | 26712  | 78830   | последовательность A052403 в OEIS |

Давно известно, что большинство простых узлов, таких как трилистник и восьмёрка, обратимы. В 1962 году Ральф Фокс высказал предположение, что некоторые узлы необратимы, но не было доказано их существование, пока в 1963 году Хейл Троттер не обнаружил бесконечное семейство необратимых кружевных зацеплений. Теперь известно, что почти все узлы необратимы.

## Обратимые узлы

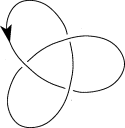
Простейший нетривиальный обратимый узел, трилистник. Вращение узла на 180 градусов в 3-мерном пространстве вокруг оси на плоскости рисунка даёт тот же самый рисунок, но с противоположным направлением стрелки ориентации.

Все узлы с числом пересечений 7 и менее обратимы. Не известно общего метода, который дал бы ответ обратим узел или нет. Проблему можно перевести в алгебраическую терминологию , но, к сожалению, не известно алгоритма решения этой алгебраической задачи.
Если узел обратим и ахирален, он полностью ахирален. Простейший узел с этим свойством — это восьмёрка. Хиральные обратимые узлы классифицируются как двухсторонние.

### Строго обратимые узлы
Более абстрактный способ определения обратимого узла — сказать, что существует гомеоморфизм 3-сферы, переводящий узел в себя, но меняющий ориентацию узла на противоположную. Если использовать вместо гомеоморфизма более строгое условие — инволюцию — получим определение строго обратимого узла. Все узлы с туннельным числом единица, такие как трилистник и восьмёрка, строго обратимы.

## Необратимые узлы

Узел 8_{17}, простейший из необратимых.

Простейшим примером необратимого узла служит 817 (в обозначениях Александера — Бриггса) или .2.2 (в обозначениях Конвея). Кружевной узел 7, 5, 3 необратим, как и все кружевные узлы вида (2p + 1), (2q + 1), (2r + 1), где p, q и r — различные целые, что даёт бесконечное семейство узлов, необратимость которых доказана Троттером.

## Внешние ссылки
- Jablan, Slavik & Sazdanovic, Radmila. Basic graph theory: Non-invertible knot and links, LinKnot.
- Explanation with a video, Nrich.Maths.org.